# Macromidia samal
Macromidia samal – gatunek ważki z rodziny Synthemistidae. Endemit Filipin; stwierdzony na wyspach Luzon, Mindoro, Negros, Mindanao i Dinagat.